# حکیم ریگی
حکیم ریگی، روستایی از توابع بخش مرکزی شهرستان هیرمند در استان سیستان و بلوچستان ایران است.

## جمعیت
این روستا در دهستان دوست‌محمد قرار دارد و براساس سرشماری مرکز آمار ایران در سال ۱۳۸۵، جمعیت آن ۳۶ نفر (۱۱خانوار) بوده‌است.